# Natação artística no Campeonato Mundial de Esportes Aquáticos de 2023 - Rotina livre dueto misto

A competição de de natação artística na categoria rotina técnica dueto no Campeonato Mundial de Esportes Aquáticos de 2023 fora realizada nos dias 21 e 22 de julho de 2023 na Marine Messe Fukuoka em Fukuoka, no Japão. Ao todo, 16 Comitês Olímpicos Nacionais compostos por duplas, totalizando 32 atletas estavam previstos para participaram do evento.

## Cronograma
Todos os horários estão na Hora Legal Japonesa (UTC+09).
| Data        | Hora  | Evento        |
| ----------- | ----- | ------------- |
| 21 de junho | 10:00 | Eliminatórias |
| 22 de junho | 10:00 | Final         |

## Formato da competição
A competição consiste em duas rodadas: preliminar e final. As 12 melhores duplas avançam até a final e aquela com a melhor pontuação garante a medalha de ouro. 

## Medalhistas
| Ouro                             | Prata                                         | Bronze                                       |
| China · Shi Haoyu · Cheng Wentao | México · Itzamary González · Diego Villalobos | Espanha · Dennis González · Mireia Hernández |

## Resultados
| Pos.              | CON           | Nadadores                                | Eliminatória  | Eliminatória  | Final         | Final         |
| Pos.              | CON           | Nadadores                                | Pontos        | Pos.          | Pontos        | Pos.          |
| ----------------- | ------------- | ---------------------------------------- | ------------- | ------------- | ------------- | ------------- |
| Medalha de ouro   | China         | Shi Haoyu Cheng Wentao                   | 221.1023      | 1             | 225.1020      | 1             |
| Medalha de prata  | México        | Itzamary González Diego Villalobos       | 166.4040      | 5             | 192.5500      | 2             |
| Medalha de bronze | Espanha       | Dennis González Mireia Hernández         | 198.9042      | 2             | 183.4207      | 3             |
| 4                 | Colômbia      | Gustavo Sánchez Jennifer Cerquera        | 172.3666      | 4             | 170.2208      | 4             |
| 5                 | Reino Unido   | Beatrice Crass Ranjuo Tomblin            | 150.6208      | 6             | 151.5416      | 5             |
| 6                 | Sérvia        | Ivan Martinović Jelena Kontić            | 143.0189      | 8             | 146.5708      | 6             |
| 7                 | Bélgica       | Renaud Barral Lisa Ingenito              | 147.1521      | 7             | 144.7812      | 7             |
| 8                 | Tailândia     | Voranan Toomchay Kantinan Adisaisiributr | 138.1084      | 9             | 135.6167      | 8             |
| 9                 | Cazaquistão   | Nargiza Bolatova Eduard Kim              | 191.8354      | 3             | 133.6979      | 9             |
| 10                | Coreia do Sul | Kim Ji-hye Byun Jae-jun                  | 125.3708      | 11            | 125.1542      | 10            |
| 11                | Peru          | Sandy Quiroz Álvaro Aronés               | 135.4417      | 10            | 121.0668      | 11            |
| 12                | Chile         | Theodora Garrido Nicolás Campos          | 125.3354      | 12            | 119.1291      | 12            |
| 13                | Alemanha      | Michelle Zimmer Frithjof Seidel          | 124.7188      | 13            | Não avançaram | Não avançaram |
| 14                | Porto Rico    | Javier Ruisanchez Nicolle Torrens        | 90.0770       | 14            | Não avançaram | Não avançaram |
| 15                | Cuba          | Carelys Valdes Andy Ávila                | 78.4522       | 15            | Não avançaram | Não avançaram |
| 16                | Japão         | Tomoka Sato Yotaro Sato                  | Não iniciaram | Não iniciaram | Não iniciaram | Não iniciaram |